# مقاطعة أريكيبا
مقاطعة أريكيبا (بالإنجليزية: Arequipa Province)‏ هي مقاطعة في بيرو، تتبع إقليم أريكيبا، عاصمتها أريكوبيا، تبلغ مساحتها 9682.02 كيلومتر مربع.